# バケットヘッド
バケットヘッド（Buckethead、本名：Brian Carroll（ブライアン・キャロル）、1969年5月13日 - ）は、アメリカのギタリスト、ミュージシャン。

## 概要
これまでにソロ・アルバムのほか、ビル・ラズウェル、ブーツィー・コリンズ、システム・オブ・ア・ダウンのサージ・タンキアンとのコラボレーション・アルバムをリリースしており、名人芸とも言えるギターテクニックを持ち、また非常に幅広いジャンルをこなす。
ケンタッキーフライドチキンの紙バケツ（最近は無地の白いバケツに変更）と白い仮面を被っている。また、鶏小屋で鶏とともに育ったというバイオグラフィを持つ。さらにマスクは「狼に襲われて大きな傷を負っているのを隠すため」という。
インタビューでは一切言葉を発しない為、その際は彼の事を一番良く理解しているという友人（ハービィー）が「通訳」として加わる。
2000年からガンズ・アンド・ローゼズに加入。2008年に発表されたアルバム『チャイニーズ・デモクラシー』の製作にも参加していたが、2004年に個人的な問題により脱退している。
1992年からのソロ・アーティストとして、バケットヘッドは「Death Cube K.」としてしばしばアルバムをリリースしている。また、1994年以降、アルバム・リリース以外でも別名としても「Death Cube K.」を使用している。(最近では、2009年に使用した)これは「バケットヘッド」のアナグラムであり、ソニーレーベルとの契約において係争中にも使用された。SF作家であるウィリアム・ギブスンは後に"Death Cube K"という名称を、作品「あいどる」中で酒場の名称として拝借している。
雑誌『リヴォルヴァー』でのインタビューにおいて、オジー・オズボーンは自らのツアー「オズフェスト」でバケットヘッドに演奏を依頼したが、変装せずに演奏することをバケットヘッドが拒否したことを明かしている。
2005年には、バケットヘッド&フレンズ名義で『エンター・ザ・チキン』というアルバムをリリースした。デス・バイ・ステレオのシンガーであるエフレム・シュルツらとのグループである。このアルバムは、バケットヘッドのギタースキルと共に古風な指向であることが挙げられる。

## 使用楽器
メインで使用している白い改造レスポールには「キルスイッチ」と呼ばれる、回路を遮断し音をミュートするスイッチが搭載されており、キルスイッチを用いた独特の奏法を駆使する。

## ディスコグラフィ

### 主なスタジオ・アルバム
- 『バケットヘッドランド』 - Bucketheadland (1992年)
- 『ジャイアント・ロボット - 日本上陸G作戦』 - Giant Robot (1994年)
- The Day of the Robot (1996年)
- 『コーマ』 - Colma (1998年)
- 『モンスター&ロボット』 - Monsters and Robots (1999年)
- Somewhere Over the Slaughterhouse (2001年)
- Funnel Weaver (2002年)
- Bermuda Triangle (2002年)
- Electric Tears (2002年)
- Bucketheadland 2 (2003年)
- Island of Lost Minds (2004年)
- Population Override (2004年)
- The Cuckoo Clocks of Hell (2004年)
- Enter the Chicken (2005年)
- Kaleidoscalp (2005年)
- Inbred Mountain (2005年)
- The Elephant Man's Alarm Clock (2006年)
- Crime Slunk Scene (2006年)
- Pepper's Ghost (2007年)
- Decoding the Tomb of Bansheebot (2007年)
- Cyborg Slunks (2007年)
- Albino Slug (2008年)
- Slaughterhouse on the Prairie (2009年)
- A Real Diamond in the Rough (2009年)
- Forensic Follies (2009年)
- Needle in a Slunk Stack (2009年)
- Shadows Between the Sky (2010年)
- Spinal Clock (2010年)
- Captain Eo's Voyage (2010年)
- Electric Sea (2012年)
- Bucketheadland 5-13 10 31 (2017年)

### パイク・シリーズ
バケットヘッドは2011年から自らのレーベル、Bucketheadlandでパイク・シリーズ（Pike Series）と銘打った作品群を発表しており、270作品を超える膨大な量となっている。詳しくは「w:Buckethead discography#Pike Series」を参照。

### シングル
- The Ballad of Buckethead (1999年)
- Spokes for the Wheel of Torment (2004年)
- We Are One (feat. Serj Tankian) (2005年)
- Jordan (2006年)
- The Rising Sun (2010年)
- Mirror in the Cellar (2018年)
- Missing My Parents (2018年)
- 10 31 (2018年)
- How Much Does a Thought Weigh (2020年)
- Flare (2020年)